# Tanoreksja
Tanoreksja (z ang. 'to tan' – 'opalać się', ang. tanning dependence) – uzależnienie polegające na ciągłej chęci opalania się, najczęściej występujące u młodych kobiet.
W kulturze środkowoeuropejskiej opalenizna jest symbolem wysportowania, zdrowia i radości życia. Usługi związane z opalaniem się są w samych Stanach Zjednoczonych warte 5 miliardów dolarów na rok, 30 milionów Amerykanów korzysta z solariów przynajmniej raz na rok, a milion robi to codziennie. Liczba solariów w dużych amerykańskich miastach przekracza liczbę sklepów Starbucks i barów McDonalds.
Ultrafiolet stosowany w solariach ma niekorzystny wpływ na skórę. Najważniejszym skutkiem nadmiernego opalania się są raki skóry, w szczególności czerniak złośliwy.